# Stargazer

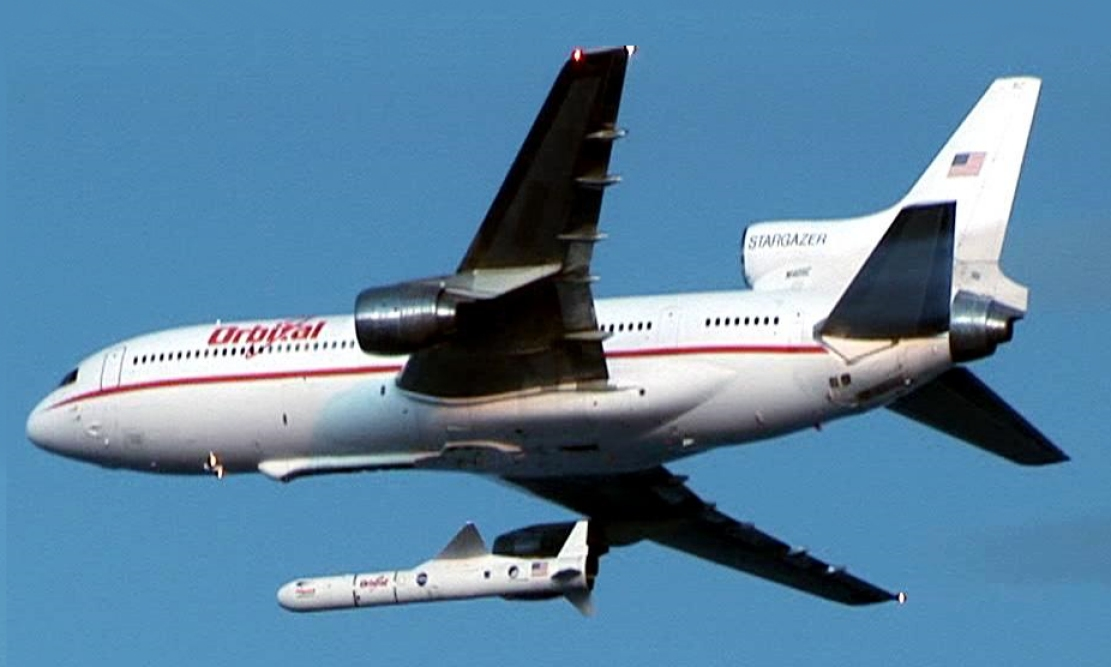
Stargazer est un avion utilisé comme plate-forme de lancement pour la fusée Pegasus.

Stargazer est un Lockheed L-1011 TriStar modifié pour servir de vaisseau mère au Pegasus, un lanceur aéroporté américain de petite charge.
Le nom Stargazer fait référence au vaisseau du film Star Trek Next Generation[réf. souhaitée].

## Historique
Construit en 1974, il est devenu opérationnel en 1994 sous la gestion d'Orbital Sciences, aujourd'hui Northrop Grumman. Le Stargazer est actuellement le seul L-1011 encore en service.

## Utilisation
À ce jour, 45 fusées ont été lancées depuis cet appareil, envoyant près de 100 satellites dans l'espace.
Il a également servi à des tests captifs pour l'X-34.

## Spécifications techniques
• Type : Lockheed L-1011-385-1-15 TriStar  
• Numéro de construction : 193E-1067  
• Immatriculation civile : N140SC  
• Premier vol : 22 février 1974  
• Statut : Actif  
• Propriétaires :
- Air Canada (1974 - 1990) ;

- Orbital Sciences  (1992 - 2015) ;

- Orbital ATK (2015 - 2018) ;

- Northrop Grumman  (2018 - actuel).

• Service : 1974 – 1990 (vol commercial) et 1992 - présent 
• Capacité de charge utile : 23 tonnes  
• Altitude maximale : 12,8 km  
• Moteurs :
- Modèle : Rolls-Royce RB211-524B4

- Poussée : 222 411 N

• Moteurs originaux :
- Modèle : Rolls-Royce RB211-22B

- Poussée : 186 825 N